# Chrotogale owstoni
La civeta de Owston o hemigalo de Owston (Chrotogale owstoni) es una especie de mamífero carnívoro de la familia de los vivérridos asiática autóctona del norte de Laos, Vietnam y el sur de China. Es la única especie del género monotípico Chrotogale y está considerada vulnerable. Su aspecto es semejante al hemigalo franjeado (Hemigalus derbyanus), aunque esta especie puebla territorios más meridionales del Sudeste Asiático.